# Stretto di Selayar
Lo stretto di Selayar (indonesiano: Selat Selayar) è un braccio di mare che separa l'isola di Selayar, a sud, da capo Bira, sull'isola di Sulawesi, a nord, nella provincia di Sulawesi Meridionale, in Indonesia. Nello stretto, che ha una larghezza minima di 16 km, giacciono gli isolotti di Kambing e Pasitanete. Sia ad est che ad ovest dello stretto c'è il mar di Flores.